# 結石

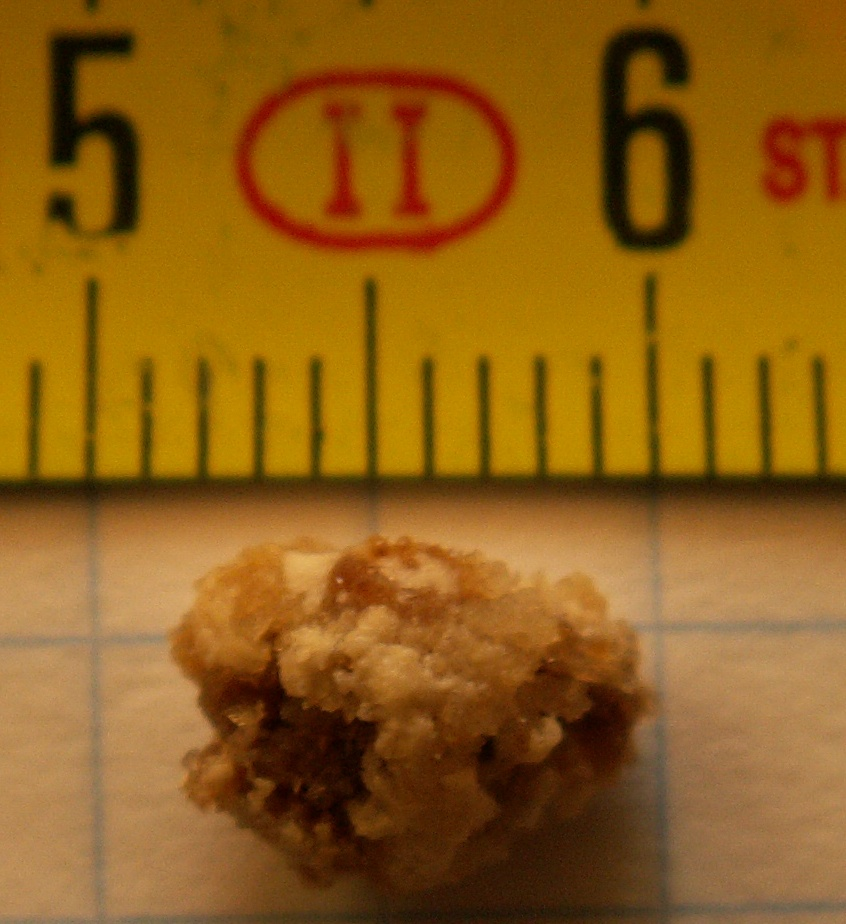
8 mmの腎結石

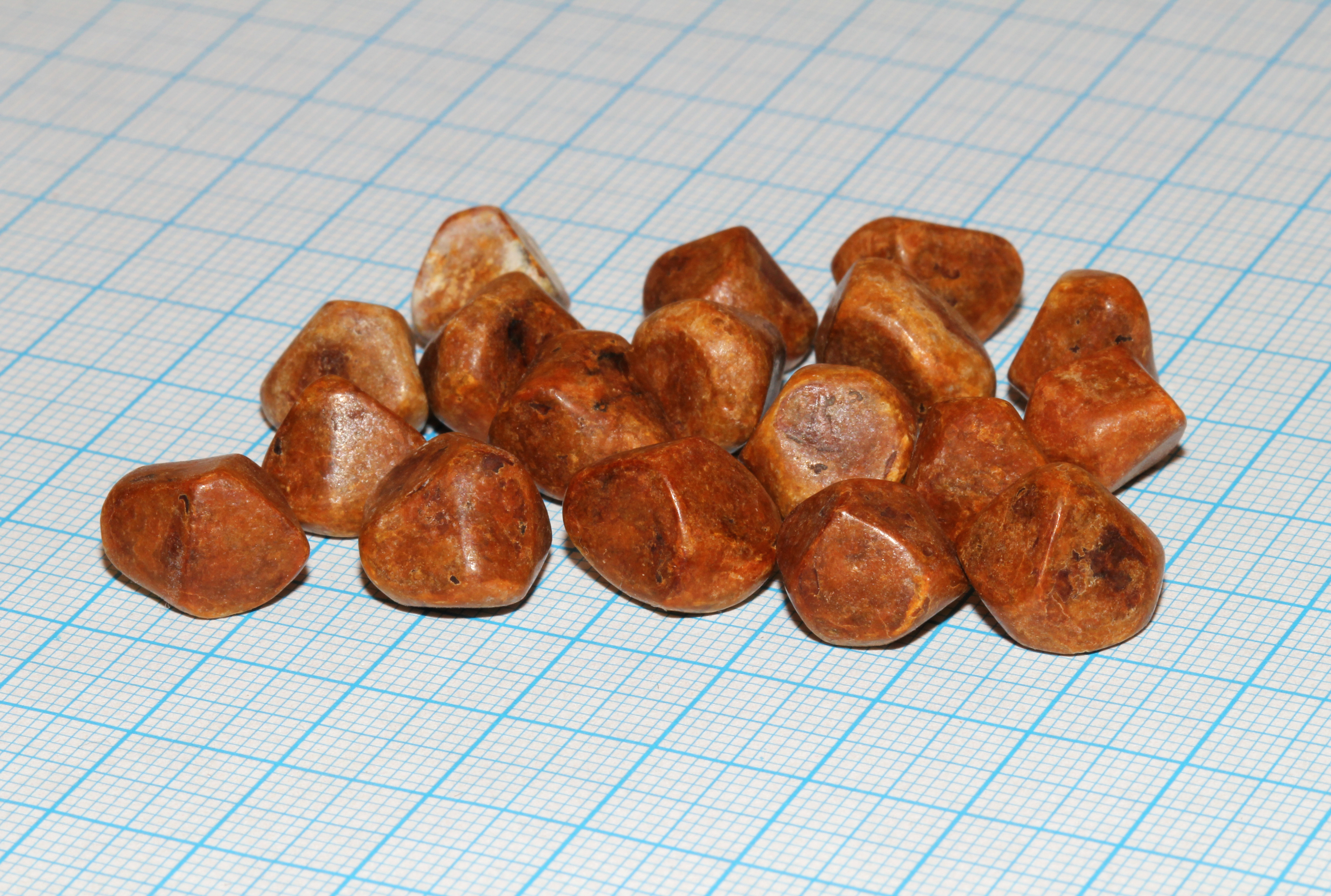
ヒトの胃石。全ての一人の患者から取られた。グリッドスケールは1 mm。

結石（けっせき、英: calculus）は、体内の器官または管の中で形成される物質（大抵は無機塩）の凝固物である。結石の形成は結石症（lithiasis）と呼ばれる。結石は数多くの疾患を引き起こし得る。

## 結石症の種類
- 泌尿器系における結石は尿路結石と呼ばれ、腎結石（ドイツ語版）および膀胱結石を含む。
- 胆嚢および胆管の結石は胆石と呼ばれ、主に胆汁酸塩およびコレステロール誘導体から生じる。
- 鼻腔における結石（鼻石）は稀である。
- 消化管（英語版）における結石（腸結石（英語版））は巨大になることがある。ウマでは数キログラムの腸結石が報告されている。
- 胃における結石は胃石と呼ばれる。
- 唾液腺における結石は唾石と呼ばれる。
- 扁桃における結石は扁桃結石と呼ばれる。
- 静脈における結石は静脈結石（英語版）と呼ばれる。
- 膵臓においては膵石と呼ばれる。

結石は大抵は無症候性であり、大きな結石は成長するのに多くの年月を要している。

## 病因
- 無機塩の基礎的過剰さ。例えば、カルシウム濃度の上昇（高カルシウム血症）は腎結石を引き起こし、食品因子は胃石を引き起こす。
- 結石の形成を促進する問題になっている部位の局所的状態。例えば、局所的なバクテリアの作用（腎結石）または唾液の遅い流れ（顎下唾液腺で生じる唾液管結石の大半はこれで説明できる）。
- 腸結石は動物（大半は反芻動物）やヒトの腸で見られる結石であり、無機成分または有機成分から成る。
- ベゾアールは胃と腸の両方またはいずれか一方中の不消化物質の塊である。最も一般的には、これらは毛から成る（この場合は毛玉とも呼ばれる）。ベゾアールは腸結石の病巣を形成し得る。

腎結石では、シュウ酸カルシウムが最も一般的な無機成分である。尿酸がその次に一般的であるが、in vitroの研究では、尿酸結石および結晶がシュウ酸カルシウム結石の形成を促進できることが示されている。

## 病態生理および症状
結石はいくつかの機構によって病気を引き起こす。
- 近くの組織の刺激は痛み、腫れ、炎症を引き起こす。
- 開口部や管の閉塞は、正常な液体の流れを妨げ、問題となっている器官の機能を混乱させる。
- 感染症の素因（正常な流れの乱れによる）

数多くの重要な疾患が結石によって引き起こされる。
- 腎結石症
  - 水腎症および腎不全を引き起こし得る
  - 腎盂腎炎にかかりやすくする
  - 尿路結石症への進行
- 尿路結石症
  - 膀胱出口部閉塞（英語版）への進行
- 胆石症
  - 胆嚢炎（胆嚢の感染症）および胆管炎（胆管の感染症）にかかりやすくなる
  - 総胆管結石症（英語版）および胆石性膵炎への進行
- 胃石は疝痛、閉塞、捻転、壊死を引き起し得る。

## 診断
鑑別診断は結石の種類によって異なるが、一般的に
- 病歴および検診
- 画像診断
  - 一部の結石（主にカルシウム含量が多いもの）はX線およびコンピュータ断層撮影（CT）によって検出できる。
  - 多くの結石は超音波検査によって検出できる。
- 結石形成に寄与する因子がしばしば検査される。
  - 臨床検査によって血液または尿中の関連物質の量が分かる。
  - 一部の結石は直接回収され、成分の分析のために検査に送られる。

## 治療
素因を修正することで結石形成を遅らせたり、逆転させたりできる。治療は結石の種類によって異なるが、一般的に
- 投薬治療
- 外科手術（結石摘出術（英語版））
- 感染のための抗生物質と手術の両方またはいずれか一方
- 体外衝撃波結石破砕術（英語版）（ESWL）

## 結石の成分
これらは様々な組成から成る
- シュウ酸塩
- 尿酸塩
- リン酸塩
- ケイ酸塩(シリカ結石)
- カルシウム
- シスチン

## 歴史
結石を治すための最古の手術は『スシュルタ・サンヒター』（スシュルタ本集、紀元前6世紀）に見られる。